# Cardiestra
Cardiestra is een geslacht van vlinders van de familie Uilen (Noctuidae), uit de onderfamilie Hadeninae.

## Soorten
- C. eremistis Püngeler, 1904
- C. gobideserti Varga, 1973
- C. vaciva Püngeler, 1906
- C. vasilinini Bang-Haas, 1927